# Nekselø
Nekselø o Nexelø es una isla de Dinamarca, situada en el estrecho del Kattegat, al oeste de Selandia. Pertenece al municipio de Kalundborg, en el condado de Vestsjællands Amt. La isla ocupa una superficie de 2,2 km² y alberga una población de 26 habitantes.
Antiguamente tenía una escuela, que estuvo en servicio entre 1850 y 1973. También se construyó una iglesia en 1931.
- Datos: Q1975304
- Multimedia: Nekselø / Q1975304